# Amaszonas Paraguay
Amaszonas Paraguay war eine Fluggesellschaft aus Paraguay und gemeinsame Tochter der bolivianischen Línea Aérea Amaszonas und der spanischen Air Nostrum.

## Geschichte
Die bolivianische Gesellschaft Línea Aérea Amaszonas übernahm im April 2015 fünf Tage nach der Stilllegung der BQB Líneas Aéreas in Uruguay deren Air Operator Certificate (AOC) und führte einige Flüge weiter, unter anderem die Route nach der paraguayischen Hauptstadt Asunción. Der Erstflug der neuen Tochter Amaszonas Paraguay fand am 23. September 2015 von der Hauptstadt Asunción nach Ciudad del Este statt.
Im Jahr 2018 beendete Amaszonas Paraguay seine Flüge; die Fluggesellschaft wurde von neuen Eigentümern umgebaut und startete unter dem neuen Namen Paranair Flüge im In- und Ausland.

## Flotte
Im März 2017 bestand die Flotte der Amaszonas Paraguay aus zwei Bombardier CRJ200 (davon eine inaktiv) mit einem Durchschnittsalter von 14 Jahren.